# جامعة إيست سنترال
جامعة آيست سنترال (وتُكتب أيضًا جامعة إيست سنترال) هي جامعة عامة في أدا، أوكلاهوما. إنها جزء من نظام جامعة أوكلاهوما الإقليمي. إلى جانب الحرم الجامعي الرئيسي في أدا. تقدم الجامعة دورات في ماكالستر وشوني وديورانت، بالإضافة إلى دورات عبر الإنترنت. تأسست كمدرسة إيست سنترال الحكومية العادية في عام 1909، واسمها الحالي تم اعتمادهُ في عام 1985. ون بين خريجيها البارزين مدير العمليات السابق لشركة مايكروسوفت بي كيفن تورنر، والرسام الحداثي ليون بولك سميث، ولاعب اتحاد كرة القدم الأميركي السابق مارك جاستينو، والمحافظين السابقين روبرت إس كير وجورج نيغ، والممثل الأمريكي السابق لايل بورين، وقاضي المحكمة العليا في أوكلاهوما توم كولبير، والجنرال بالجيش الأمريكي جيمس دي ثورمان.
تقع جامعة آيست سنترال على بعد حوالي 90 ميلاً من أوكلاهوما سيتي، و 115 ميلاً من تولسا و 150 ميلاً من دالاس. يتكون الحرم الجامعي اليوم من 37 مبنى على مساحة 135 فدانًا. تسجل الجامعة عادة أكثر من 3500 طالب لكل فصل دراسي من أكثر من 30 دولة و25 ولاية.

## التاريخ
تأسست الجامعة كمدرسة آيست سنترال ستايت نورمال سكول في عام 1909، بعد عامين من قبول أوكلاهوما باعتبارها الولاية الأمريكية رقم 46. كانت واحدة من ست مدارس عادية تم إنشاؤها حديثًا بتمويل من الدولة والتي تم تصميمها لتوفير أربع سنوات من الدراسة «الإعدادية» (أو المدرسة الثانوية )، تليها سنتان من العمل الجامعي من أجل الحصول على شهادة المعلم. كان إنشاء المدرسة نتاج جهود الضغط المكثفة لنادي الـ 25000، وهي مجموعة محلية معززة. جمع النادي أموالًا لرواتب أعضاء هيئة التدريس حتى تبدأ الفصول الدراسية في الكنائس المحلية والفصول الدراسية بالمدارس العامة. تلقى خريجو برنامج المدرسة العادية شهادة تدريس مدى الحياة على مستوى الولاية. قامت الهيئة التشريعية لأوكلاهوما عام 1910 بتمويل رواتب أعضاء هيئة التدريس وبناء مبنى على مساحة 16 أكر (65,000 م2) موقع تبرع به أحد تخصيص شيكاساو. في عام 1919، أذن المجلس التشريعي لأوكلاهوما للمدارس العادية بتقديم أربع سنوات من تعليم المعلمين، لتقديم درجات البكالوريوس، وتم تعيينها كليات للمعلمين.
بعد التوسع إلى ما بعد درجات التعليم، أصبحت المدرسة في عام 1939 كلية إيست سنترال ستيت. بعد خمسة عشر عامًا، سُمح للكليات الإقليمية بتقديم شهادات الدراسات العليا. بحلول عام 1974، أعاد المجلس التشريعي للولاية تسمية كليات الولاية، وأصبحت جامعة شرق وسط ولاية أوكلاهوما - وهو الاسم الذي احتفظت به حتى عام 1985 عندما اكتسبت اسمها الحالي. gvuvu

## أكاديميون
تخدم جامعة آيست سنترال حوالي 4000 طالب وربما تشتهر ببرنامج علوم الصحة البيئية، وهو واحد من 30 برنامجًا فقط معتمدًا على المستوى الوطني من قبل المجلس الوطني لاعتماد علوم الصحة البيئية والحماية

تمثال نمر بالحجم الكامل في وسط فرانك آر كرابتري، أونور بلازا، مباشرة أمام قاعة العلوم القديمة

تنقسم جامعة آيست سنترال إلى 5 وحدات أكاديمية (ثلاث كليات ومدرستان) مع 70 برنامجًا للحصول على درجات علمية.
- كلية التربية وعلم النفس
- كلية الصحة والعلوم
  - كلية التمريض
- كلية الآداب والعلوم الاجتماعية
  - مدرسة الفنون الجميلة
- مدرسة هارلاند ستونشيبر للأعمال
- كلية الدراسات العليا

## الجامعات الأخرى
لم تعد جامعة آيست سنترال واحدة من أربع مؤسسات مشاركة تقدم دورات في مركز أردمور للتعليم العالي. توجد مواقع للتعليم عن بعد في شوني، من خلال جوردون كوبر تكنولوجي سنتر وماكالستر من خلال إيسترن أوكلاهوما ستايت كوليج. تقدم جامعة آيست سنترال دورات الدراسات العليا والجامعية عبر الإنترنت.

## الحياة الطلابية
يستضيف إيست سنترال ما يقرب من ثمانين منظمة طلابية. من بينها فرع محلي من ألفا بسي أوميجا وبتي كابا ديلتا بالإضافة إلى رابطة الطلاب الحكوميين ومجلس نشاط الحرم الجامعي. بالإضافة إلى ذلك، هناك خمس منظمات يونانية في جامعة آيست سنترال مقسمة بين مجلس Interfraternity (IFC) و Panhellenic Association (PHA):
- مؤسسة أوميغا تشي في ثيتا الفصل. 12 ديسمبر 1964
- مؤسسة فرع زيتا تاو ألفا زيتا ثيتا. 16 أبريل 1966
- فاي كابا تاو - فصل جاما الحادي عشر - 15 أبريل 1966
- بي كابا ألفا - فصل إبسيلون أوميغا - 25 أكتوبر 1963
- مؤسسة الفصل سيجما تاو جاما تاو. 1938[8]

## ألعاب القوى

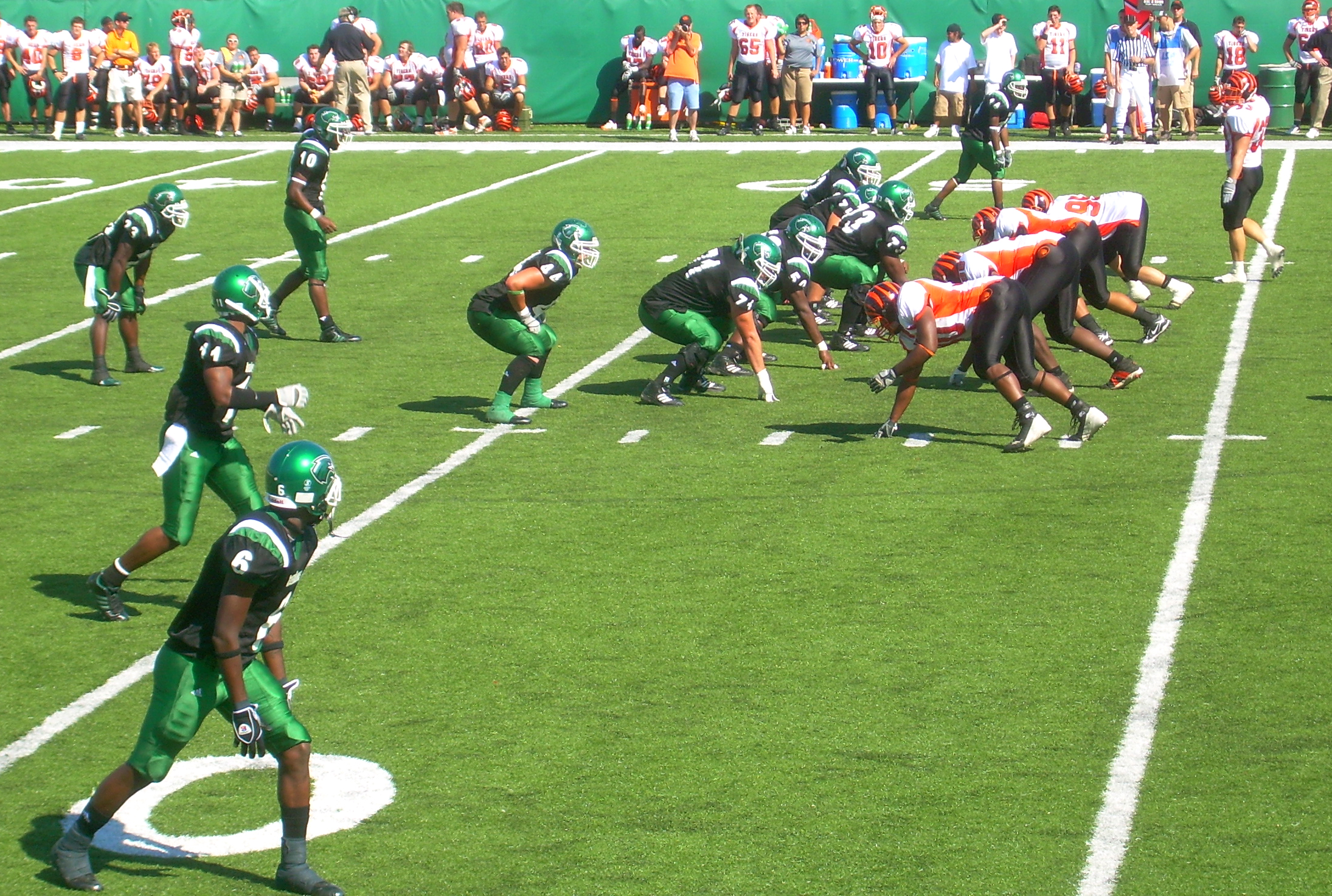
لعبة الشعبة الثانية بين الشرق الأوسط وجامعة آيست سنترال.

تنافست الفرق الرياضية في إيست سنترال («النمور») في المؤتمر الأمريكي العظيم التابع للرابطة الوطنية لرياضة الجامعات (NCAA) منذ عام 2011، بعد التنافس في مؤتمر لون ستار للرابطة الوطنية لرياضة الجامعات من 1995 إلى 2011. تستضيف الجامعة 11 رياضة و5 برامج رياضية للرجال و6 برامج للسيدات. فاز فريق كرة القدم بالمدرسة ببطولة NAIA الوطنية لكرة القدم في عام 1993. تقع مكاتب ألعاب القوى داخل مركز أنشطة كير.

## خريجون متميّزون

### السياسة
كان لدى جامعة آيست سنترال العديد من الخريجين الذين ينتقلون إلى مناصب سياسية، بما في ذلك خمسة من الخريجين الذين تم انتخابهم لمنصب الحاكم.
- بيل أنواتوبي، حاكم أمة تشيكاساو
- تشارلز دبليو بلاكويل (دفعة 1964)، أول سفير لأمة تشيكاسو لدى الولايات المتحدة من 1995 حتى 2013.[9]
- لايل بورين، عضو الكونجرس الأمريكي السابق
- سيندي بيرد، مفتش ومدقق حسابات ولاية أوكلاهوما[10]
- توم كولبير، قاضي المحكمة العليا في أوكلاهوما
- فرانك دبليو ديفيس (سياسي أوكلاهوما) (دفعة 1958)، عضو سابق في مجلس النواب في أوكلاهوما
- روبرت س. كير، الحاكم السابق لولاية أوكلاهوما، وعضو مجلس الشيوخ الأمريكي
- إرنست مكفارلاند، حاكم أريزونا السابق
- جورج ني، الحاكم السابق لولاية أوكلاهوما

### الرياضة الاحترافية
لقد برع العديد من خريجي جامعة آيست سنترال في مجال الرياضة الاحترافية:
- هاري بريشين، لاعب بيسبول سابق
- أرمونتي براينت، نهاية ديترويت ليونز الدفاعية
- براد كاليب، لاعب كرة القدم في قاعة مشاهير الكلية لكرة القدم
- مارك جاستينو، لاعب كرة قدم محترف سابق
- تود جراهام، مدرب كرة القدم السابق لولاية أريزونا صن ديفلز
- ديوي ماكلين، لاعب كرة قدم
- ديفيد مور، جهاز استقبال واسع في سياتل سي هوكس
- جيل مورغان، لاعب غولف محترف
- كليف ثريفت، لاعب كرة القدم المحترف في فريق سان دييغو تشارجرز، شيكاغو بيرز ولوس أنجلوس رامز
- جيري ووكر، لاعب بيسبول سابق في الدوري الرئيسي ومدير تنفيذي في المكتب الأمامي
- لويد وانير، قاعة مشاهير البيسبول
- بول وانير، قاعة مشاهير البيسبول

### خريجون بارزون آخرون
- واد بورليسون، مؤلف ومؤرخ ومعلم
- هالي براون فورد، فاعلة خير
- آرون جوين، أستاذ ومؤلف
- كينيث هايت، مؤلف محترف ومصمم ألعاب
- جينيفر ماكلود مان، عالمة رياضيات
- ليون بولك سميث، فنان
- هارلاند ستونبيشر، الخدمات القانونية المدفوعة مسبقًا، إنكوايرر. المؤسس ورئيس مجلس الإدارة والرئيس التنفيذي
- ب. كيفين تيرنر، رئيس العمليات السابق لشركة Microsoft، والرئيس التنفيذي لشركة سامس كلوب ورئيس قسم المعلومات في وول مارت[11]
- لا فيرن إي ويبر، اللفتنانت جنرال بالجيش الأمريكي ورئيس مكتب الحرس الوطني